# Il serpente di bronzo (oratorio)
Il serpente di bronzo (ZWV 61) è una cantata sacra (oratorio) in italiano in un atto di Jan Dismas Zelenka su libretto di Stefano Benedetto Pallavicino.
Composta nel 1730, la cantata sacra Il serpente di bronzo fu per la prima volta rappresentata il Venerdì Santo dello stesso anno a Dresda. La composizione si inserisce nel contesto della musica sacra cattolica che veniva eseguita presso la corte Sassone-Polacca, che ormai dagli anni '20 del Settecento viveva il proprio periodo di massimo splendore. Questo lavoro fu ripreso almeno altre 2 volte entro i due anni successivi alla prima, anche se le date non ci giungono note.
Il libretto de Il serpente di bronzo con la sua drammatizzazione della narrazione biblica (numeri 21, 4-9) segue la tradizione dell'oratorio italiano. Mentre nella storia originale viene fatto solamente riferimento a una discussione fra Dio, Mosè e gli Israeliti, il poeta di corte di Dresda Pallavicini aggiunse tre personaggi in più (Aziaria, Egla e Namuel) al fine di farne una breve storia.
Inusuale nell'oratorio italiano e inevitabili in questa storia sono le due apparizioni di Dio come persona parlante. Inoltre questo lavoro si differenzia dal punto di vista della forma musica: non vi è la presenza della sinfonia (o ouverture) iniziale, ma spetta al coro di aprire e chiudere l'oratorio.

## Trama
A seguito di un coro introduttivo con gli Israeliti che maledicono il loro viaggio nel deserto sulla via per la Terra Promessa, Azaria ed Egla desiderano ritornare in Egitto e si lamentano del loro infelice destino. Al cospetto di un'imminente morte, Mosè prega l'aiuto del Signore. L'Eterno quindi ordina a Mosè: "Fa un serpente ardente e mettilo sopra un'asta; e avverrà che chiunque sarà morso e lo guarderà, vivrà". Mosè fa dunque quanto gli fu detto e avveniva che, quando un serpente mordeva qualcuno, se questi guardava il serpente di bronzo, viveva (2° testo Giovanni 3, 14). Dopo un cambiamento di scena, troviamo nuovamente la triste Elga la quale piange per il destino del giovane figlio, fino a che non giunge Azaria che le porta la notizia di una possibile salvezza. Prima che il lavoro giunga alla fine, Mosè si rivolge alla croce di Gesù Cristo, della quale l'innalzamento è un archetipo.

## Struttura dell'oratorio
- Coro: Pera il giorno in cui si diede
- Recitativo: Verdi piagge d'Egitto
- Aria: Membra languide e tremanti
- Recitativo: Quanto fosse per te miglior fortuna
- Aria: Lusinghe mendaci
- Recitativo accompagnato: Mosè, contro di me
- Aria: Potrei sovra degli empi
- Recitativo: Ah! Qual produce il suolo portentosa di mostri
- Aria: Vicina morte con fiero sguardo
- Recitativo: Illustre uomo divin
- Aria a due: Al torrente del tuo sdegno
- Recitativo: Autor della Natura
- Aria: Uno, Vero, Eterno e Santo
- Recitativo accompagnato: Ah! Mosè t'insegno troppo lung'uso
- Recitativo: Figlio, ohimè
- Arietta con recitativo: Dal petto esanime lo spirito
- Aria: Già ripiglia vermiglia la rosa
- Recitativo: Mira, ingrato Israel
- Coro: Inni e Lode a quel Signore

## Registrazioni
L'unica registrazione (e rappresentazione in tempi moderni) di questa cantata sacra fu prodotta tra il 18 e il 21 agosto 2005 nella Sala Rothmayer del Castello di Praga.
2005, registrazione dell'Ensemble Inégal, etichetta Nibiru